# Boralinganapalya, Kunigal
Boralinganapalya là một làng thuộc tehsil Kunigal, huyện Tumkur, bang Karnataka, Ấn Độ.